# Sukajadi (Batu Raja Timur)
Sukajadi is een bestuurslaag in het regentschap Ogan Komering Ulu van de provincie Zuid-Sumatra, Indonesië. Sukajadi telt 8319 inwoners (volkstelling 2010).